# Península de La Isleta
La península de La Isleta está situada en el noreste de la isla de Gran Canaria (archipiélago canario, España), unida al resto de la isla por el istmo de Guanarteme. Este istmo, antaño una lengua de dunas y arenas, se encuentra hoy día parcialmente sepultado por el desarrollo urbanístico de la ciudad de Las Palmas de Gran Canaria. Constituye una de las tres grandes penínsulas de Canarias, junto a la península de Jandía (Fuerteventura) y la península de Anaga (Tenerife).
Este espacio constituye una de las señas geográficas más peculiares de Las Palmas de Gran Canaria. En él se dan cita elementos naturales de notoria singularidad, como la alineación de conos volcánicos fruto de los distintos episodios eruptivos que conformaron la península. Además de los procesos eruptivos, se aprecian distintos niveles marinos y escarpados acantilados producto de la erosión, que brindan una morfología costera muy variada.

## Formación geológica
La Isleta se formó debido a las erupciones volcánicas que se dieron hasta el período cuaternario reciente. Su constitución geológica es enteramente volcánica, perteneciendo los materiales identificables en superficie al Ciclo Post Roque Nublo Inferior, (finales del Plioceno y principios del pleistoceno), y al Ciclo Reciente Inferior y Superior (finales del pleistoceno medio a principios del holoceno inferior).

### Surgimiento del istmo
Originariamente, La Isleta era un islote aislado con una superficie de unas 850 hectáreas, que se encontraba separado del resto de la isla por un estrecho brazo de mar de algo más de un kilómetro de ancho. Con el paso del tiempo, en el fondo del canal se fueron acumulando restos inertes de fauna marina (lumaquelas y ostreidos, principalmente) que se fueron sedimentando y, posteriormente, cementando, lo que conllevó a la consolidación por acumulación de arenas arrastradas por las corrientes marinas. El aporte incesante de los referidos materiales provocó la colmatación del pequeño estrecho, surgiendo al sureste de La Isleta el istmo de Guanarteme, una lengua de tierra que permitía convertir a La Isleta en península a modo de tómbolo, uniéndola con la ciudad de Las Palmas de Gran Canaria y el resto de la isla. El istmo contaba con una longitud aproximada de 4,12 kilómetros y poco más de 200 metros de ancho en su parte más estrecha, abriéndose en forma de copa en sus extremos.
Sobre este istmo fue surgiendo un campo de dunas que se formaba con las arenas que la corriente marina depositaba en la playa que se había ido formando y que luego los vientos alisios arrastraban a tierra firme. Hasta mediados del siglo XIX el campo dunar se conservaba prácticamente intacto, tal y como se reflejaba en planos de la época, pero la expansión de la ciudad fue provocando su deterioro progresivo hasta desaparecer en su práctica totalidad.
Así, el desarrollo urbanístico de la ciudad de Las Palmas de Gran Canaria que permitió la urbanización del istmo fue mermando significativamente la regeneración del campo dunar conforme se iban levantando edificaciones que impedían la libre circulación de las corrientes de viento, hasta terminar siendo sepultado por las construcciones e infraestructuras que se fueron levantando desde los inicios del siglo XX. Hoy, sólo quedan algunos vestigios de lo que un día llegó a ser en las playas de Las Canteras, que se extiende en la vertiente occidental del istmo, y Las Alcaravaneras, en la oriental, dentro de las instalaciones del Puerto de La Luz.

## Protección ambiental
Una parte de la península de La Isleta ha sido declarado por el Gobierno de Canarias como paisaje protegido, una figura de protección del territorio que tiene en cuenta sus notorios valores estéticos y culturales.
En la nomenclatura internacional se corresponden con los espacios de categoría V, según la clasificación de espacios naturales de la Unión Mundial para la Naturaleza (UICN).
El paisaje protegido de La Isleta comprende 462,49 hectáreas, que incluyen las instalaciones militares, el faro de La Isleta, las canteras de Roque Ceniciento, la playa de El Confital, el barrio de Las Coloradas y, en general, toda la zona que actualmente se encuentra sin urbanizar. Es objeto de protección el paisaje desértico, las estructuras geomorfológicas y sus cantiles y las plataformas costeras que se encuentran dentro de su perímetro del espacio.
Declaración
Este espacio fue declarado por la Ley 12/1987, de 19 de junio, de Declaración de Espacios Naturales de Canarias como parque natural de La Isleta, pero fue reclasificado posteriormente por la Ley 12/1994, de 19 de diciembre, de Espacios Naturales de Canarias, pasando a ser paisaje protegido. Años más tarde, la Ley 11/1999, de 13 de mayo, de Modificación Puntual de la Ley 12/1994, de 19 de diciembre, de Espacios Naturales de Canarias, modifica y reduce los límites del paisaje protegido, estableciendo como Zona Periférica de Protección el área desafectada (97,71 hectáreas) tal y como se establece en las Disposiciones Adicionales de la Ley 2/2000, de 17 de julio, de medidas económicas, en materia de organización administrativa y gestión relativas al personal de la Comunidad Autónoma de Canarias y de establecimiento de normas tributarias.
Adicionalmente, el paraje goza de otras protecciones. Un sector del paisaje, aquel donde se concentran los conos más importantes (alineación norte) y una porción del malpaís que desde los cráteres se extiende hacia el sur, están considerados área de sensibilidad ecológica debido a su alto valor natural y paisajístico. Por su parte, los volcanes recientes de La Isleta han sido considerados como puntos de interés geológico (PIG) por el Instituto Tecnológico Geominero de España, ya que se trata de un edificio freatomagmático de cierta espectacularidad.

## Usos

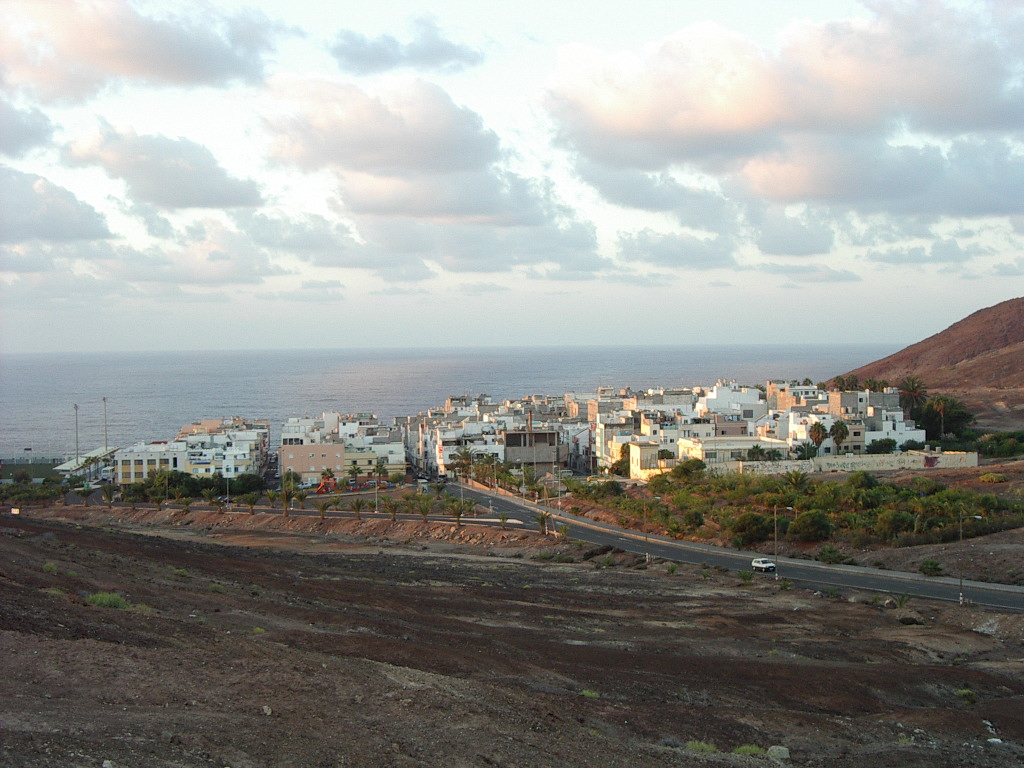
Barrio de Las Coloradas.

Zona militarUna gran parte de la superficie de la península de La Isleta, 474 hectáreas, es zona militar, con el consiguiente acceso restringido y la ausencia de población estable, edificaciones, cultivos e industrias. Dentro de su perímetro alberga diversos acuartelamientos, campos de tiro y de maniobras, fortificaciones y baterías de artillería, además de acoger a la prisión militar de Canarias.
Sin embargo, en los últimos años, debido a la reestructuración de las Fuerzas Armadas de España, una parte de las instalaciones están siendo infrautilizadas o se encuentran en desuso, lo que está favoreciendo las negociaciones que se mantienen entre el Ayuntamiento de Las Palmas de Gran Canaria y el Ministerio de Defensa de España  para transferir la propiedad y el disfrute de los terrenos a la ciudad. De esta manera se intenta ignorar los derechos de los legítimos propietarios, quienes durante años han ido recuperando parte de su propiedad mediante diversas acciones judiciales.
El uso restringido de los parajes ocupados por los militares desde hace más de cincuenta años ha permitido conservarlos en su estado natural, sin apenas intervenciones, y a salvo de la expansión urbanística de la ciudad.
Barrio de Las ColoradasEl barrio de Las Coloradas es un barrio integrado en el distrito  Puerto-Canteras de la ciudad de Las Palmas de Gran Canaria pero alejado de su bullicio, ya que se emplaza en plena zona protegida. Cuenta con una superficie aproximada de 8,85 hectáreas y perímetro de 1,20 kilómetros. El núcleo de población toma una fisonomía casi rectangular adaptada al terreno sobre el que se levanta, una pequeña meseta tras la Montaña de Los Canarios o de La Cruz. Está comunicado con el resto de la ciudad por una carretera que parte del barrio de La Isleta. Las Coloradas cuenta con diez calles y quince manzanas de edificaciones y, como únicos servicios, un colegio público, una farmacia y un campo de fútbol. El desarrollo urbano está bloqueado desde hace años, no pudiéndose construir más allá de lo ya urbanizado debido, por una parte, al grado de protección ambiental que tiene la zona y, por el otro, por encontrarse limitada su expansión por el norte, oeste y sur (por la orografía del terreno) y por el este por la zona de seguridad y el perímetro de la zona militar.
El Confital
Roque Cenicientosector altamente degradado ubicado al este de la panínsula. Sus laderas han sido objeto de explotación para la extracción de rocas y áridos para servir de material de relleno en los trabajos de ampliación del Puerto de La Luz. Por otro lado, es zona de expansión y desarrollo de las actividades portuarias. La Ley 11/1999, de 13 de mayo, de Modificación Puntual de la Ley 12/1994, de 19 de diciembre, de Espacios Naturales de Canarias fue creada para modificar y autorizar estos usos a favor del puerto, en todo el sector oriental de La Isleta que quede suficientemente próximo a las zonas de actividad portuaria y donde por sus características físicas se minimizaría el impacto ambiental.
Todo ello exigió modificar los límites del paisaje protegido, que anteriormente contaba con 560 hectáreas, de tal manera que todo este sector quedase excluido de la protección y pudiese dedicarse al uso portuario, sin olvidar que tal modificación supondría el daño, aunque controlado, del valor paisajístico de La Isleta como fondo escénico de la ciudad de Las Palmas de Gran Canaria. Para compensar dicho daño, el legislador previó en la citada ley la creación de un canon ambiental de carácter compensatorio para todas aquellas actividades y el aprovechamiento de los recursos ubicados en la zona periférica de protección.
Faro de La Isleta
Prisión de La IsletaAntigua cárcel que se encuentra situada en la zona oriental, muy cerca del Polígono El Sebadal y del Puerto de La Luz. Fue utilizada como campo de concentración durante la guerra civil española hasta que se construyó el Lazareto de Gando, siendo sus presos trasladados allí. Durante la dictadura franquista, entre 1958 y 1959, volvió a operar como campo de prisioneros, esta vez marroquíes capturados en la guerra de Ifni.
El SebadalPolígono industrial que se encuentra al este del barrio de La Isleta y justo al norte del Puerto de La Luz. Su origen es para dar servicios a dicho puerto, aunque en la actualidad se encuentran aquí otro tipo de industrias, como por ejemplo talleres de automóviles o la redacción de un periódico.